# Defensywa
Defensywa (łac. defensivus, obronny) – niewłaściwy termin z zakresu wojskowości, używany potocznie zamiast określenia obrona. Termin ten używany był w Polsce w okresie międzywojennym na określenie Oddziału II Sztabu Generalnego/Głównego Wojska Polskiego, zajmującego się wywiadem i kontrwywiadem. 